# Disney Fantasy (schip, 2012)

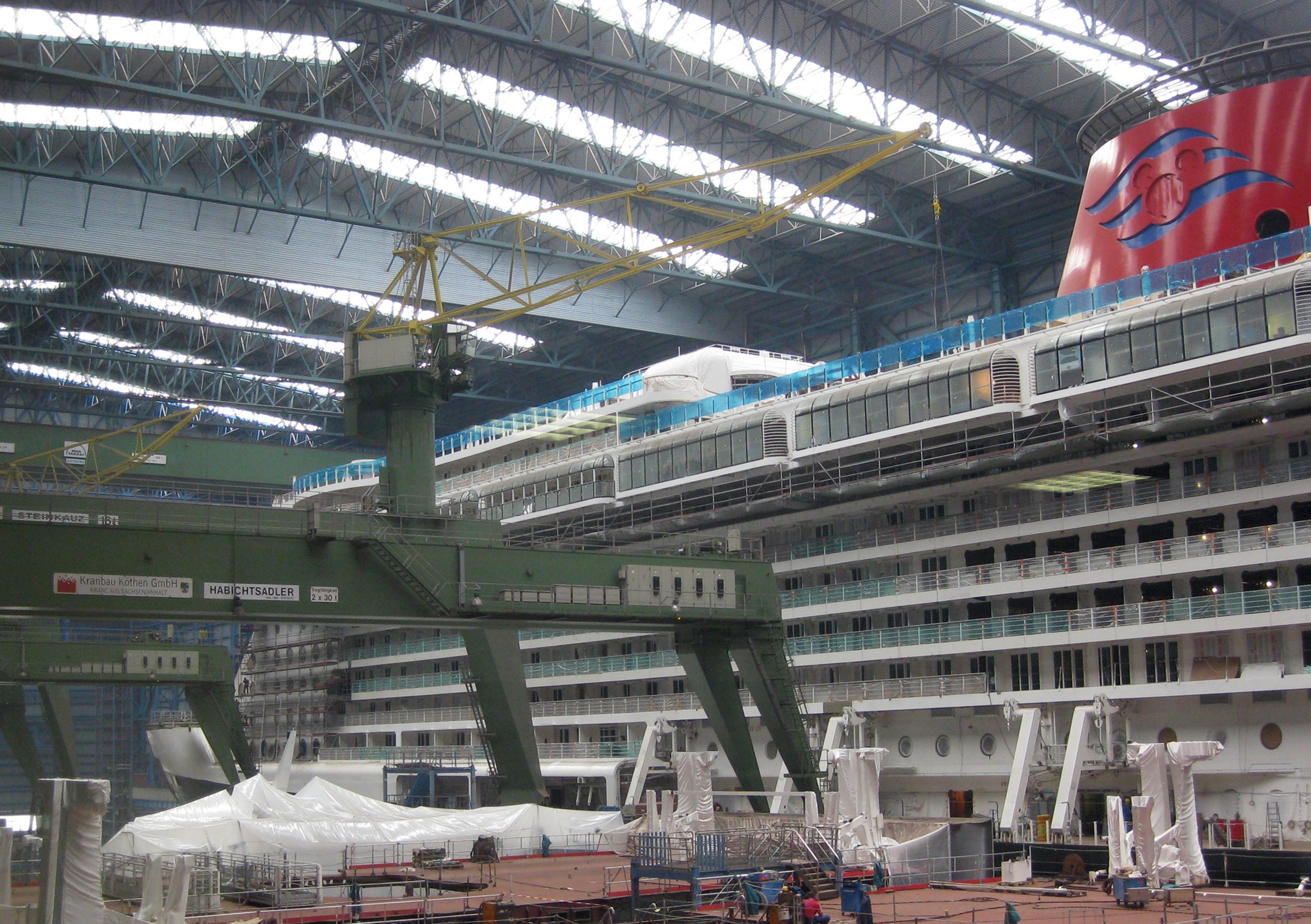
Disney Fantasy in een loods van Meyer Werft in Papenburg.
augustus 2011

De Disney Fantasy is het vierde cruiseschip van Disney Cruise Line. De eerste tocht voer ze op 31 maart 2012.

## Aflevering
Wegens de afmetingen van het schip moest de spoorbrug bij Leer een weekend worden verwijderd. Hierdoor was het een weekend lang onmogelijk om met de trein via de Wiederline tussen Nederland en Duitsland te reizen.